# Kacper Juroszek
Kacper Juroszek (* 5. Juni 2001 in Cieszyn) ist ein polnischer Skispringer.

## Werdegang
Juroszek, der für den WSS Wisła startet, gab im Juli 2016 sein internationales Debüt im Rahmen des FIS-Carpath-Cup in Szczyrk, wo er die Ränge 26 und acht erreichte. Sein nächster Start erfolgte im Januar 2017 beim FIS-Cup-Springen in Zakopane, als er den 85. Platz belegte. In den folgenden Jahren trat Juroszek regelmäßig in dieser drittklassigen Wettkampfserie an und konnte bereits bei seiner dritten Teilnahme in die Punkteränge springen. Beim FIS-Carpath-Cup 2017 in Szczyrk konnte er sich im Vergleich zum Vorjahr deutlich steigern und belegte zweimal den dritten Platz. Obwohl seine internationalen Auftritte im Winter 2017/18 erfolglos verliefen, wurde Juroszek in den polnischen Kader für die Nordischen Junioren-Skiweltmeisterschaften 2018 in Kandersteg berufen, wo er mit Rang 29 von der Normalschanze immerhin den Finaldurchgang erreichte. Gemeinsam mit Bartosz Czyż, Paweł Wąsek und Tomasz Pilch wurde er zudem Fünfter im Teamspringen. Zum Saisonabschluss debütierte er von der Wielka Krokiew im heimischen Zakopane im Continental Cup, verpasste jedoch die Punkteränge deutlich. Auch im Sommer 2018 versuchte er erfolglos, sich für den zweiten Durchgang eines Continental-Cup-Springens zu qualifizieren, sodass er im Winter wieder vorrangig im FIS Cup an den Start ging. Bei den Nordischen Junioren-Skiweltmeisterschaften 2019 in Lahti verschlechterte er sich im Einzel sogar auf den 48. Platz, ehe er mit dem Team Sechster wurde. Erneut trat er zum Saisonabschluss als Teil der nationalen Gruppe im Continental Cup in Zakopane an und konnte an diesem Wochenende seine ersten acht Punkte in dieser zweitklassigen Wettkampfserie gewinnen. 
Am 21. Juli 2019 debütierte Juroszek im Grand Prix, der im Sommer die höchste Wettkampfebene darstellt, blieb in Wisła jedoch punktlos. Besser verliefen seine Starts im Continental Cup, in dem er in Frenštát pod Radhoštěm als Elfter sein bis dato bestes Ergebnis erzielte. Mit diesen Leistungen empfahl sich Juroszek für die nationale Gruppe beim Weltcup-Auftakt 2019/20 in Wisła, wo er sich für das Springen allerdings nicht qualifizieren konnte. Im restlichen Saisonverlauf startete er regelmäßig im Continental Cup, wo er sich meist schwer tat und nur hin und wieder in die Punkteränge springen konnte. Bei den Nordischen Junioren-Skiweltmeisterschaften 2020 in Oberwiesenthal erzielte er mit dem 27. Platz sein bestes Einzelresultat in diesem Format, musste jedoch als Teil des auf Rang neun platzierten polnischen Teams einen Rückschlag hinnehmen. Auch im Sommer 2020 trat Juroszek im Grand Prix an, doch konnte er erneut keine Punktgewinne verzeichnen. Bei den polnischen Sommermeisterschaften 2020 in Szczyrk gewann er gemeinsam mit Piotr Żyła, Paweł Wąsek und Aleksander Zniszczoł den Meistertitel im Team. Im Einzel belegte er den achten Rang. In der Saison 2020/21 kam er mit Ausnahme der beiden Continental-Cup-Wochenenden in Polen, wo er jeweils punktlos blieb, lediglich im drittklassigen FIS Cup zum Einsatz. Auch in dieser Wettkampfserie verpasste er meist die Punkteränge und schloss die Saison daher mit 41 Punkten auf dem 67. Platz der Gesamtwertung ab.

## Erfolge

### Continental-Cup-Siege im Einzel
| Nr. | Datum            | Ort        | Typ         |
| --- | ---------------- | ---------- | ----------- |
| 1.  | 13. Februar 2022 | Brotterode | Großschanze |

## Statistik

### Weltcup-Platzierungen
| Saison  | Platz | Punkte |
| ------- | ----- | ------ |
| 2022/23 | 57.   | 18     |

### Grand-Prix-Platzierungen
| Saison | Platz | Punkte |
| ------ | ----- | ------ |
| 2021   | 72.   | 11     |
| 2022   | 21.   | 60     |

### Continental-Cup-Platzierungen
| Saison  | Sommer | Sommer | Winter | Winter | Gesamt | Gesamt |
| Saison  | Platz  | Punkte | Platz  | Punkte | Platz  | Punkte |
| ------- | ------ | ------ | ------ | ------ | ------ | ------ |
| 2018/19 | —      | —      | 103.   | 008    | 131.   | 008    |
| 2019/20 | 054.   | 059    | 088.   | 015    | 081.   | 074    |
| 2021/22 | 025.   | 134    | 015.   | 382    | 015.   | 516    |
| 2022/23 | 041.   | 035    | 040.   | 110    | 046.   | 145    |